# Neurolaena
Neurolaena é um género botânico pertencente à família Asteraceae.
É Composto por 26 espécies descritas e destas 12 são aceites. Têm uma distribuição neotropical.
O género foi descrito por Robert Brown e publicado em Observations on the Natural Family of Plants called Compositae 120. 1817. A espécie-tipo é Conyza lobata L. = Neurolaena lobata (L.) R.Br. ex Cass.	
Trata-se de um género reconhecido pelo sistema de classificação filogenética Angiosperm Phylogeny Website.

## Espécies
As espécies aceites neste género são:
- Neurolaena balsana B.L.Turner
- Neurolaena cobanensis Greenm.
- Neurolaena fulva B.L.Turner
- Neurolaena intermedia Rydb.
- Neurolaena lamina B.L.Turner
- Neurolaena lobata (L.) R.Br. ex Cass.
- Neurolaena macrocephala Sch.Bip. ex Hemsl.
- Neurolaena macrophylla Greenm.
- Neurolaena oaxacana B.L.Turner
- Neurolaena schippii B.L.Rob.
- Neurolaena venturana B.L.Turner
- Neurolaena wendtii B.L.Turner